# Stade Luigi-Zaffanella
 (mars 2025).
Si vous disposez d'ouvrages ou d'articles de référence ou si vous connaissez des sites web de qualité traitant du thème abordé ici, merci de compléter l'article en donnant les références utiles à sa vérifiabilité et en les liant à la section « Notes et références ».
Le stade Luigi-Zaffanella ou Stadio Luigi Zaffanella en italien est une enceinte sportive située à Viadana dans la province de Mantoue en Lombardie, dans le nord de l'Italie. 
Le stade Luigi Zaffanella est principalement utilisé par l'équipe de rugby de Arix Viadana et depuis 2010 par l'équipe italienne d'Aironi qui a intégré la Celtic League. Il avait jusqu'en 2008 une capacité de 3 000 places. Deux tribunes supplémentaires de 1 700 places ont été édifiées derrière les buts permettant ainsi de porter la capacité totale à 6 000 spectateurs. 